# Takeshi Terada
Takeshi Terada (japanisch 寺田 武史 Terada Takeshi; * 21. März 1980 in der Präfektur Ibaraki) ist ein ehemaliger japanischer Fußballspieler.

## Karriere
Terada erlernte das Fußballspielen in der Jugendmannschaft von Kashima Antlers und der Universitätsmannschaft der Hannan-Universität. Seinen ersten Vertrag unterschrieb er 2002 bei Thespa Kusatsu. Am Ende der Saison 2004 stieg der Verein in die J2 League auf. Für den Verein absolvierte er 199 Ligaspiele. Ende 2009 beendete er seine Karriere als Fußballspieler.